# Arlberg
Der Arlberg ist ein verkehrstechnisch wichtiger, 1793 m ü. A. hoher Pass an der Grenze zwischen den österreichischen Bundesländern Vorarlberg und Tirol. Die Passhöhe selbst liegt vollständig auf Tiroler Gebiet. Mit dem Tourismus am Arlberg hat sich der Begriff auch als Marke für die Tourismusregion (vor allem als Wintersportgebiet) etabliert.

## Namensgebung

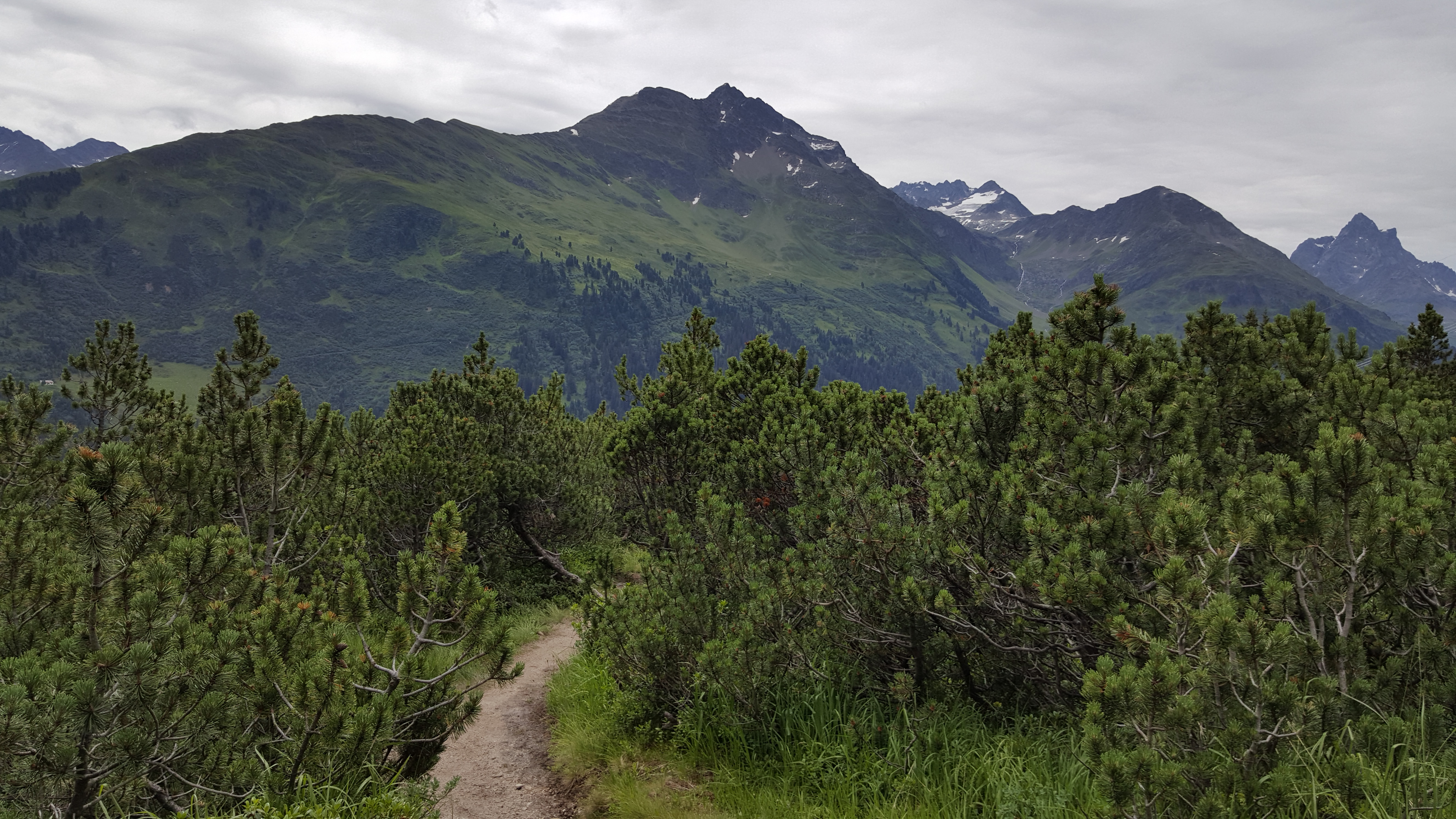
Arlen (Latschen, Pinus mugo) im Bereich des Arlbergpasses

Der Name Arl(berg) (Arle, Arlen, Mons Arula, Arlenperge) lässt sich in verschiedenen Schreibungen bis ins Jahr 1218 zurückverfolgen und leitet sich – einer Theorie nach – von den hier sehr zahlreichen Arlenbüschen ab, den in diesem Bereich so genannten Latschen (Zunterna). Sachliche und formelle Aspekte deuten auf eine andere Namensgebung in einer älteren Sprache hin.
1218 wird in einer Urkunde ein Wald genannt, welcher sich bis zum Arl erstreckt. 1485 ist die Bezeichnung „perg Arls“ für den Arlberg urkundlich bezeugt.
Berge wurden bis Ende des 18. Jahrhunderts nur in Ausnahmefällen bestiegen und waren vor allem ein Hindernis auf dem Weg zur anderen Seite, das man lieber umging. „Über den Berg bzw. die Berge gehen“ bezog sich bis dahin immer auf die effizienteste Passage, den Pass. In der Sprache der Walser bedeutet Berg bis heute einen Passübergang und das Gebiet zu beiden Seiten.
Im 14. Jahrhundert vergaben die Grafen von Montfort noch unbesiedelte Gebiete (Tannberg, Kleinwalsertal und Großwalsertal) im Erblehen an die als gute Viehzüchter, Sennen, Söldner und Säumer bekannten Walser. Ab 1450 konnte der Arlberg nur noch gesäumt werden. Die starke Einheit zwischen Gebiet (am Arlberg) und dem Passübergang hat sich bis ins späte 18. Jahrhundert stark ausgeprägt, denn hier erzwangen Muren, Erdrutsche und Lawinen immer wieder neue Wege, sodass sich der Name auf eine Vielzahl von Routen in diesem Gebiet anwenden ließ. Im wirtschaftlichen Abseits fand der Sprachwandel zu Arlpass nicht statt.
Die semantische Verdoppelung wie hier mit „Berg-Pass“ kommt an allen Sprachgrenzen vor und ist Ausdruck einer friedlichen Koexistenz von Sprachgruppen. Mit dem Untergang der Walsersprache im 19. Jahrhundert wurden deren Flurnamen größtenteils übernommen. Die Verdoppelung ist geblieben. Der Name ging nicht mehr in Arlpass über, dafür war „Bergpass“ bereits zu lange im Sprachgebrauch. Die Abgrenzung zwischen Arlberg und Arlbergpass ist auch heute nicht eindeutig, was dazu führt, dass man den Namen weiter (mit: -straße, -bahn, -tunnel, -gebiet) ergänzt. Arlbergpass bezeichnet meist die Passhöhe.
Der „Arl“ gab auch der 1406 in den Appenzellerkriegen zerstörten „Burg Arlen“ den Namen.
Vom Namen Arlberg leitet sich in der Folge auch der Name des Bundeslandes Vorarlberg ab, welches – aus Sicht des Heiligen Römischen Reiches wie auch der Schweizerischen Eidgenossenschaft sowie der Burg der Habsburger – vor dem Arlberg liegt.

## Geographie

### Lage
Der Arlbergpass verbindet das von der Alfenz durchflossene Klostertal im Westen mit dem von der Rosanna durchflossenen Stanzer Tal im Osten und trennt Lechquellengebirge und Lechtaler Alpen im Norden vom Verwall im Süden. Der Flexenpass ist wiederum die Grenze zwischen dem Lechquellengebirge im Westen und den Lechtaler Alpen im Osten. Der Arlberg als Höhenzug nimmt demgegenüber den Westen der Lechtaler Alpen ein.
Die Valluga, höchster Berg am Arlberg und zusammen mit dem Trittkopf südwestlicher Abschluss der Lechtaler Alpen, überragt die Passhöhe dominant. Hier treffen auch die Grenzen der vier Arlberg-Gemeinden zusammen. Auf Vorarlberger Seite Lech und Klösterle (mit Stuben) sowie auf Tiroler Seite Kaisers und St. Anton.
Die europäische Wasserscheide in den Alpen zwischen Rhein und Donau verläuft im Süden vom Albonagrat zur Passhöhe herunterkommend über die Valluga und Trittkopf zum Flexenpass und folgt ab Flexenspitz dem Südabschluss des Lechquellengebirge dem Klostertal gegen Westen.

### Zugänge
| Schwarzach       |
| Egg              |
| Bezau            |
| Mellau           |
| Schoppernau      |
| Schröcken        |
| Hochtannbergpass |

| Reutte             |
| Weißenbach am Lech |
| Forchach           |
| Stanzach           |
| Steeg              |

| Bludenz                |
| Ausserbraz             |
| Innerbraz              |
| Dalaas                 |
| Wald am Arlberg        |
| Danöfen                |
| Klösterle              |
| Langen am Arlberg B197 |
| Stuben am Arlberg      |

| Landeck (Stanz)          |
| Grins                    |
| Pians                    |
| Strengen                 |
| Flirsch                  |
| Schnann                  |
| Pettneu am Arlberg       |
| Gand                     |
| St. Jakob am Arlberg     |
| Nasserein                |
| St. Anton am Arlberg     |
| St. Christoph am Arlberg |

| Warth           |
| Lech (Tannberg) |
| Zürs am Arlberg |
| Flexenpass      |

| Alpe Rauz |

| Arlberg-Passhöhe |

### Geologie
Geologisch liegt der Arlberg in einer Störungszone, der Grauwackenzone zwischen den paläozoischen und älteren kristallinen Gesteinen (Kristallin, Granit, Gneis, kristalline Schiefer) der östlichen Zentralalpen (Untergruppe Verwall) im Süden, sowie den überschobenen Kalkdecken (Kreide- und Jurakalke (Malm, Dogger, Lias)) der Nördlichen Kalkalpen im Norden.
Das glaziale Trogtal ist im Norden an den südlich exponierten Hängen durch Karsterscheinungen geprägt, während sich im Süden gegen den Albonagrat hin in vielen kleinen Senken Seen halten können (Maroiseen, Oberlangboden).

### Klima, Wetter
Im Arlberggebiet sind aufgrund der Staulage Niederschläge und Starkregen besonders häufig. Nach dem Bregenzerwald ist es eines der niederschlagsreichsten Gebiete Österreichs. Der Jahresniederschlag beträgt im Mittel der Jahre 1971–2000 in Langen 1653,6 mm und in St. Anton 1275,2 mm.
Verkehrswege und Siedlungen werden im Winter durch Lawinen und im Sommer durch Muren und Erdrutsche bedroht. Naturereignisse lassen sich nur schwer durch bautechnische Maßnahmen kontrollieren. 
Das Gebiet wurde in den Lawinenwintern 1999 und 2003 in Mitleidenschaft gezogen. Beim Alpenhochwasser 2005 kam es zu Überflutungen und Vermurungen; die Arlbergbahn war von August bis Dezember für den Wiederaufbau gesperrt.

## Verkehr
Von den geologischen und hydrologischen Bedingungen nicht gerade bevorteilt, war die Verkehrsentwicklung den politischen und wirtschaftlichen Entwicklungen und Machtverhältnissen in den Alpen und im Alpenvorland stark ausgesetzt.

### Ur- und Frühgeschichte
Da die Erz- (Montafon) und Salz- (Salzkammergut) Lagerstätten bereits zur Bronzezeit (Hallstattzeit) bekannt waren, kann man davon ausgehen, dass der Pass bereits zu dieser Zeit eine überregionale Bedeutung im Alpenquerenden Ost-West-Verkehr hatte und nicht nur zur Alpsömmerung benutzt wurde.
Petrografische Untersuchungen von Tonscherben haben ergeben, dass zwischen den Feuchtbodensiedlungen des Bodenseeraums und den Norditalienischen Siedlungen rege Handelsbeziehungen unterhalten wurden. Die nächstliegende Verbindung zwischen Adria und Bodensee führt entlang der Etsch über Bozen und Meran zum Reschenpass und von dort via Landeck über den Arlberg zum Alpenrhein. Der Alpenrhein war noch bis ins 17. Jahrhundert bis Hohenems schiffbar, (Flexenpass) und Hochtannberg zum See. Der Alpenrhein war bis in die Neuzeit nur schwer passierbar.

### Keltische Altstraße
Bregenz, stärkstes keltisches Oppidum des östlichen Bodenseeraums mit bedeutendem Handelsumschlag (See/Land), pflegte ebenfalls regelmäßigen Austausch mit dem etruskischen Oberitalien. Der Arlberg war somit Teil einer Altstraße.

### Römerzeit
Zur Römerzeit hatte der Pass kaum Bedeutung. Zur Zeit der größten Ausdehnung des Reiches verliefen die großen Heeresstraßen weiter im Norden. Die römische Heerestrasse von Brigantinum (Bregenz) nach Juvavum (Salzburg) kreuzte die Via Claudia Augusta (nach Augsburg) bei Cambodunum (Kempten). Am Rhein und Bodensee konnten sich die Römer nicht lange halten und der Verkehr verlagerte sich weiter in den Süden (Vinschgau – Ofenpass – Engadin – Julier).

### Mittelalter
Genauso wenig wie über die Nutzung des Arlbergs zur Römerzeit bekannt ist, so wenig weiß man über dessen Nutzung im Mittelalter. Wohl bereits in karolingischer Zeit entstanden erste Bergwerke im Montafon; vielleicht war mit diesen auch ein gewisser Verkehr über den Arlberg verbunden. Nach Jahrhunderten eher bescheidener Bedeutung des Arlbergs kam es im hohen Mittelalter jedoch zu einem Wandel: binnen weniger Jahre mauserte sich im 13. Jh. der einstige Lokalpass zu einem überregional und sogar international wichtigen Pass. Zahlreiche alte Urkunden sprechen für einen Verkehr über den Arlberg. Ab dem Jahr 1218 ist eine Regelung des Saumverkehrs am Arlberg nachzuweisen. Bereits 1312 wurde am Beginn des Arlbergweges in Landeck/Perfuchs ein Wegegeld erhoben, das dem Erhalt und Ausbau des Weges diente.

### Fuhrweg
Ein befahrbarer Weg wird bereits im 14. Jahrhundert erwähnt. Der Pass wurde neben dem Viehhandel hauptsächlich für den Handel mit Salz aus dem Salzkammergut für das Mittelland (Schweiz) und die Bodensee-Region benutzt. Wichtigstes Exportgut aus dem Thurgau (Geschichte des Kantons Thurgau, Bistum Konstanz) war Leinen, von Konstanz nach Bregenz verschifft, trat es von dort über den Arlberg und andere Pässe den Weg nach Italien (Triest, Venedig, Mailand, Florenz) an. Der Arlberg liegt über 250 m tiefer als andere Pässe auf dem Weg in den Süden und hat eine bedeutend kürzere Wintersperre als andere Pässe.
1363 kam Tirol zu Habsburg. Habsburger und Montforter teilten sich noch das heutige Vorarlberg. Die Grafen von Montfort-Feldkirch begünstigten den Zugang von Feldkirch via Bludenz zum Arlberg und konnten so Bregenz wirtschaftlich überflügeln. Auf dem Fahrweg setzte verstärkter Verkehr ein, wobei dem Transport von Handelswaren aller Art, insbesondere dem Salztransport und den militärischen Gütern samt Truppenbewegungen größte Bedeutung zu kam. Die Dörfer dies- und jenseits des Arlbergs erblühten und neue Siedlungen entstanden.
Trotz 1394 geschlossenem zwanzigjährigem Frieden zwischen den Eidgenossen und dem Haus Habsburg wurde Vorarlberg 1406 bis 1408 in die Appenzellerkriege hineingezogen. Danach verlor der Arlberg nach und nach seine wirtschaftliche Bedeutung. Auch das ehemals begehrte Konstanzer Leinen verlor an Nachfrage und wurde durch Baumwolle verdrängt.

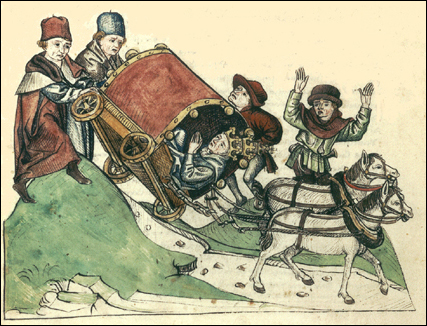
Sturz Johannes’ XXIII. auf der Fahrt über den Arlberg zum Konstanzer Konzil (Richental-Chronik)

1414 bis 1418 bot das Konzil von Konstanz dem Arlberg seine erste große internationale Bewährungsprobe. Zahlreiche Gäste, besonders aus dem Osten und Südosten des Reiches und Europas reisten über den Arlberg zum Konzil in Konstanz. Als im Oktober 1414 einer der damaligen drei Päpste, der Papst Johannes XXIII., über den Arlberg zum Konzil anreiste, stürzte dieser samt seinen Wagen auf der Passhöhe in den tiefen Schnee. Der Papst machte sogleich den Teufel dafür verantwortlich. In Konstanz setzte ihn das Konzil ab und erklärte ihn zum Gegenpapst. Johannes XXIII. floh. Nach dem Konzil verlor der Arlberg wieder etwas an Bedeutung. Bald schon war von einer Befahrbarkeit der Arlberg-Straße keine Rede mehr, und es musste in Teilen wieder gesäumt werden.
1450, bereits im Unterhalt stark vernachlässigt, kaufte die Stadt Lindau die Alpgebiete auf dem Arlberg (Alpe Stern genannt) samt sonstiger Alprechte der Stanzer Talgemeinschaft ab und verschaffte sich so die Kontrolle über den Arlbergverkehr. Lindau förderte in der Folge den Salztransport von Hallstatt über den Fernpass und das Tannheimer Tal über den Oberjochpass nach Immenstadt und weiter nach Simmerberg, und schädigte so den Salztransportverkehr über den Arlberg empfindlich.
Im Laufe des 15. Jahrhunderts verfiel die Straße über den Arlberg derart, dass er mit Wagen nicht mehr befahrbar war. Wegen des schlechten Zustandes mied man den Arlberg ab ca. 1450 über Jahrhunderte hinweg und nahm weite Umwege über den Fernpass in Kauf.

### Saumpfad

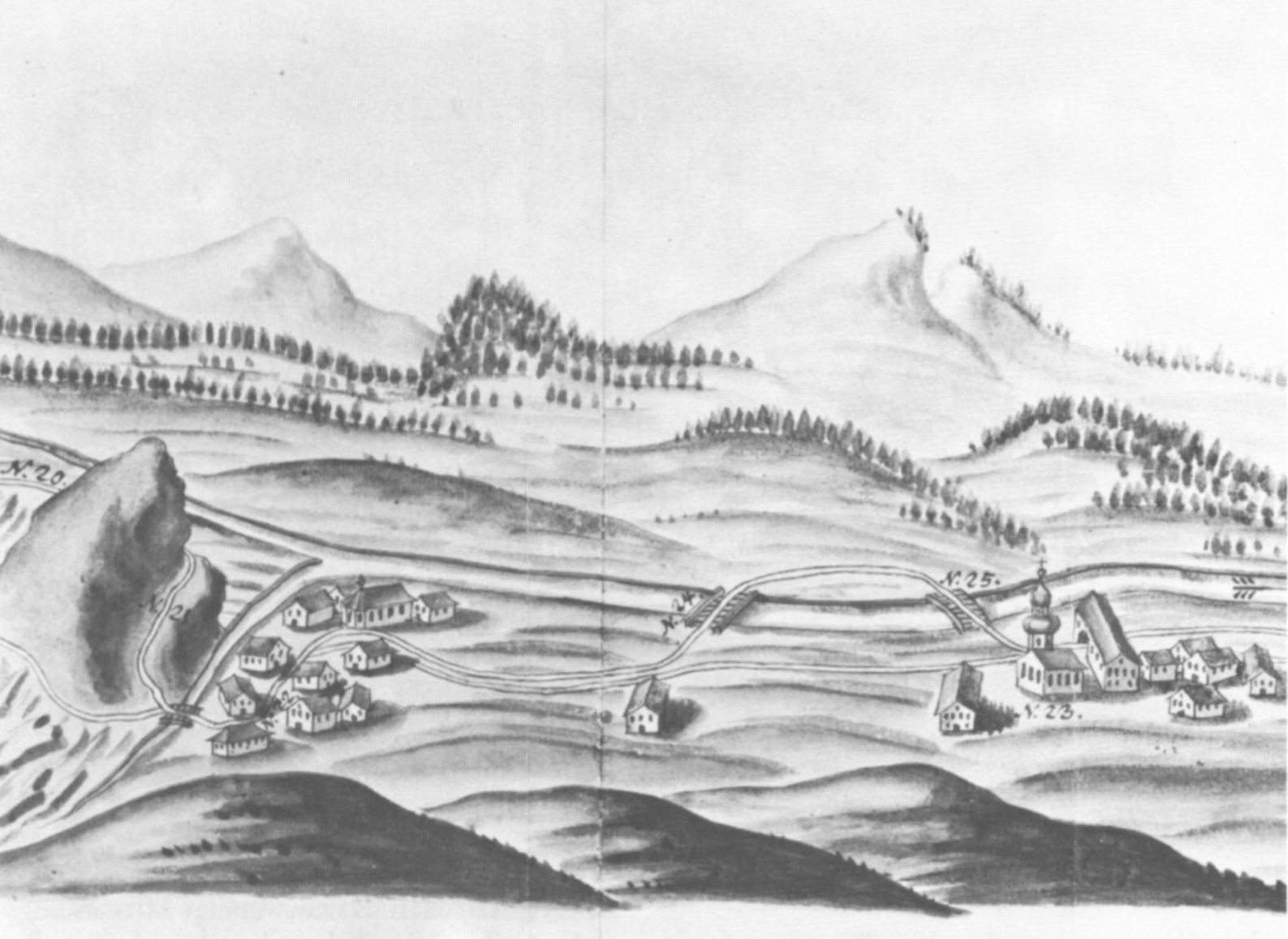
Karte des Ausbauprojekts der Straße Landeck – Bludenz über den Arlberg (Ausschnitt), 1733, Straßenabschnitt Stuben – Klösterle

Von 1450 bis zum Ende des 18. Jahrhunderts wurde der Pass als Saumpfad nur lokal genutzt.
Als im Jahre 1593 erstmals der Plan einer „Arlbergstraße“ auftauchte, hätte die Ausführung dieses Planes den von Innsbruck über Füssen, Kempten (Allgäu) und Lindau nach der Schweiz gehenden Handelsverkehr abgelenkt. Ein Protest der Lindauer bewirkte ein kaiserliches Verbot des geplanten Straßenbaus, und dies stärkte die Bedeutung des Mailänder Boten.
1704/05 erlangten die oberschwäbischen Stände eine weitgehende kaiserliche Zusicherung bezüglich des Arlbergstraßen-Bauplans: Kaiser Leopold gab die schriftliche Zusage, es dürften „von Tirol nach den Landen vor dem Arlberg überhaupt keine neuen Wege“ hergestellt werden.
 Freilich standen hinter diesem kaiserlichen Erlass vor allem strategische Erwägungen – er sollte nämlich eine militärische Invasion erschweren. Zudem dürfte den Kaiser das Bestreben geleitet haben, die oberschwäbischen Städte in guter Stimmung zu halten.
Im Jahre 1733 hatten Lindau und die mitinteressierten Stände Anlass, sich auf die eben mitgeteilte kaiserliche Verordnung zu berufen. Von Kaiser Karl VI. war dem Vorarlberger Landkassier Fritsch die Genehmigung zum Bau der Arlbergstraße erteilt worden – nach Protesten der oberschwäbischen Stände zog der Kaiser die Genehmigung noch einmal zurück.
1750 bekämpfte Lindau zum vierten Mal den Bau der Arlbergstraße mit Erfolg.

### Passstraße
In den folgenden Jahren wurden die Befürworter stärker als die Gegner, in den Jahren 1782 bis 1784 wurde die Straße durch Bozener Handelsleute gebaut, und 1787 wurde die „Josephinische Straße“ über den Arlberg eröffnet.
Mit der Entwicklung der Vorarlberger und Ostschweizer Textilindustrie und des Postverkehres nahm der Fuhrwerksverkehr stark zu und erzwang einen stetigen Ausbau.
Dieser führte bis 1824 zu einer befestigten „Kunststraße“, was die „Umfahrung“ von St. Anton (St. Jakob und Nasserein) zur Folge hatte.

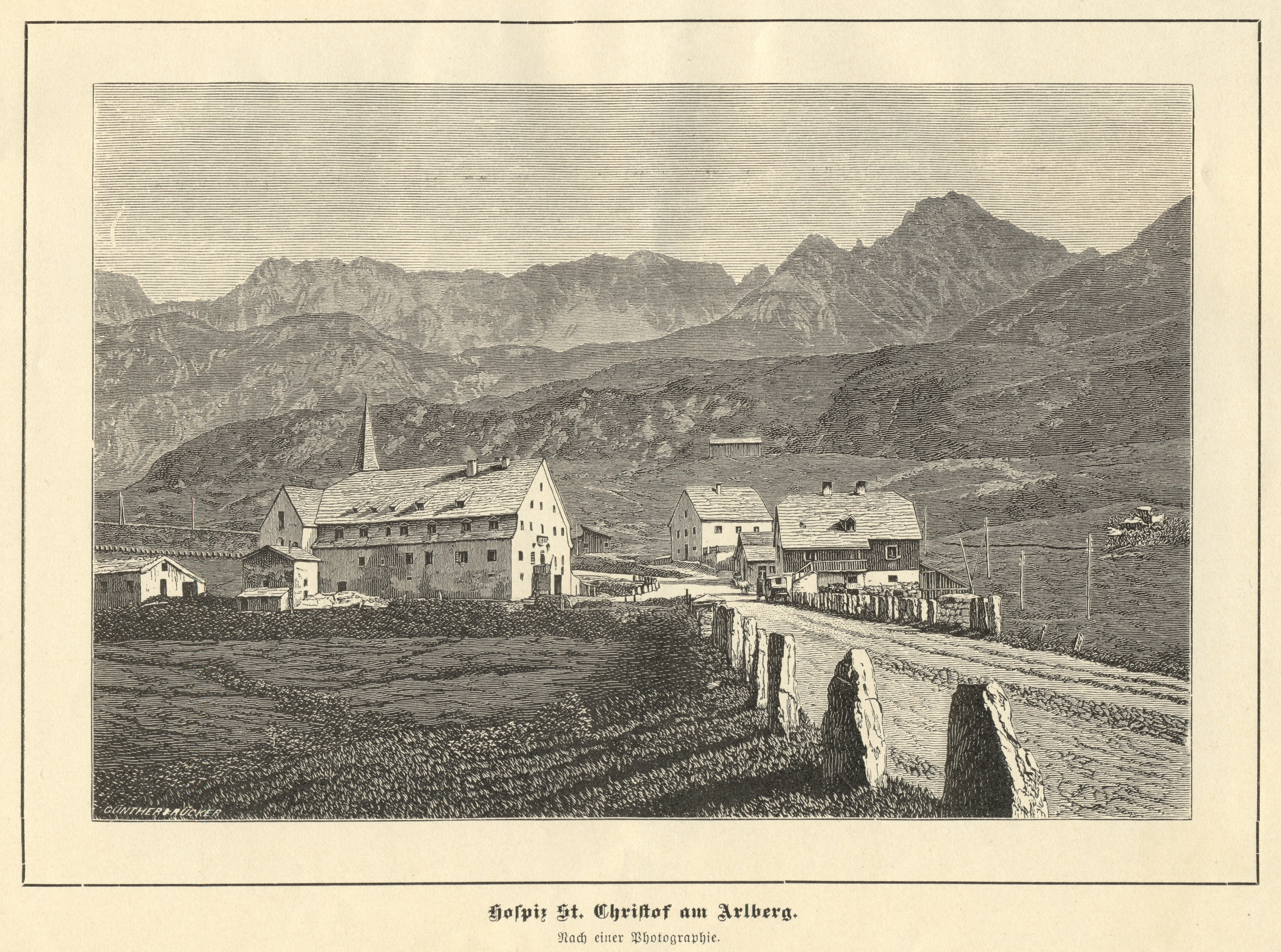
Historische Ansicht von 1889 von St. Christoph kurz vor der Passhöhe, im Hintergrund die Valluga

Etwa um 1860 nahm der Arlbergverkehr wieder rasch ab, da im Alpenvorland bereits Eisenbahnen entstanden waren und der Transport des Salzes nunmehr wieder über Bayern erfolgte.
Anfang des 20. Jahrhunderts kam der stetige wirtschaftliche Aufstieg durch den Tourismus. Nach dem Zweiten Weltkrieg nahm auch der motorisierte Individualverkehr stark zu. Anfänglich ein wirtschaftlicher Segen für die Orte an der Passstraße, fingen diese an, unter dem Durchgangsverkehr zu leiden. Mitte der 1950er Jahre reifte die Idee des Arlberg-Straßentunnels in Verbindung mit der Arlberg-Schnellstraße.

### Arlbergstraße B197
Mit dem Bundesstraßengesetz von 1971 wurde die Passstraße zur Bundesstraße B 197 (seit 2002 Landesstraße B 197) St. Anton am Arlberg – Langen am Arlberg. Die Arlbergstraße hat nur bei Lawinengefahr zeitweise Wintersperre und ist mit einem Fahrverbot für Zugfahrzeuge mit Anhänger belegt (Denzel-Alpenstraßen-Skala SG 2).
Das Land Vorarlberg ließ einen Teil der Arlbergstraße im Jahr 2014 verlegen. Das Straßenstück ab der letzten Kehre bis zur Abzweigung nach Lech und Zürs auf der Alpe Rauz wurde somit aufgelassen. Die infolge des aufgelassenen Straßenstücks erforderliche Alternativroute führt nun von der letzten Kehre in fünf neuen Kehren Richtung Nordosten zur Flexengalerie und folgt dabei grob dem Verlauf einer Straße aus der Zeit vor 1942. Die neue Trasse wurde notwendig, da die alte Straßenführung in einem geologisch sensiblen Gebiet lag.

### Schnellstraße
1969 begannen die Arbeiten an der Arlberg Schnellstraße S16. Am 1. Dezember 1978 wurde ihr Herzstück, der 13,97 km lange Arlberg-Straßentunnel, dem Verkehr übergeben. Erst 2006 wurde mit dem Strenger Tunnel die letzte Lücke geschlossen. Durch den Bau der Schnellstraße und des Straßentunnels wurde auch für den Individualverkehr eine weitgehend wintersichere Verbindung zwischen Tirol und Vorarlberg geschaffen. In einzelnen Jahren muss aber selbst diese Verbindung bei Wetterkapriolen wegen Lawinen und Erdrutschen für einige Stunden bis Tage gesperrt werden. Die Fahrt durch den Arlberg Straßentunnel ist mautpflichtig.

### Bahn

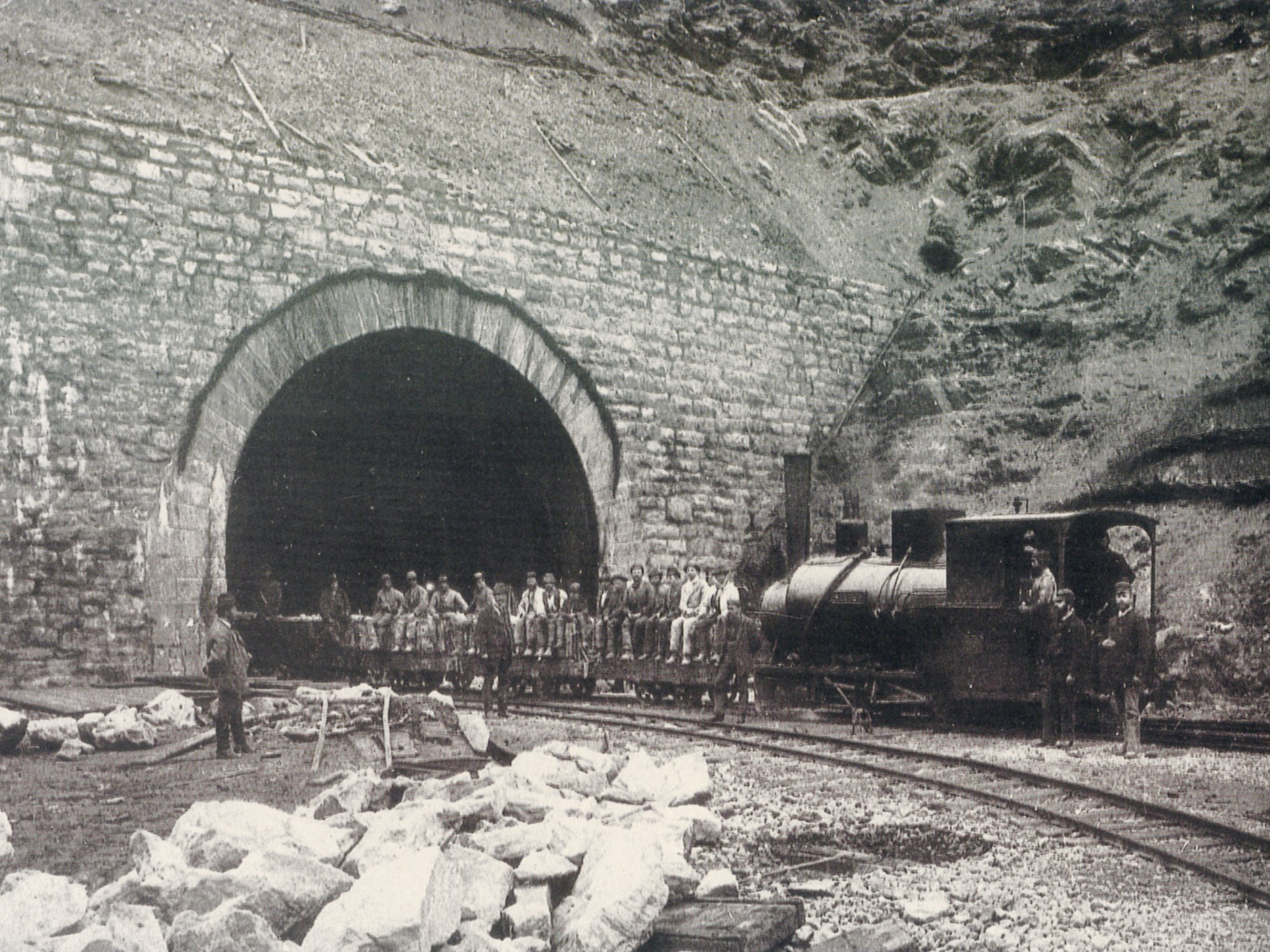
Bau des Arlbergtunnels

Ende des 19. Jahrhunderts ermöglichte die Arlbergbahn eine effiziente Anbindung Vorarlbergs an die Donaumonarchie. Der Arlbergtunnel bildet mit einer Länge von 10.648 Metern zwischen St. Anton am Arlberg und Langen den zentralen Bestandteil der Arlbergbahn. Auch diese Verkehrsverbindung ist nicht ganz wettersicher.

## Tourismus
Der Tourismus bildet die Haupteinnahmequelle der Orte am Arlberg und ihrer Bewohner.

### Wintersport
Heute ist „Arlberg“ eine Marke für die Wintersportgebiete, die sich um den Arlbergpass herum gruppieren, u. a. Ski Arlberg, aber auch der Sonnenkopf und nicht zuletzt auch das Hochtannberggebiet und das Lechtal.
Ski Arlberg ist für seine lange Wintersporttradition bekannt. Bereits 1901 wurde der Skiclub Arlberg gegründet, der zwei Jahre später ein erstes Clubrennen austrug. 1904 fand das erste allgemeine Arlberg-Rennen statt, 1928 das erste der berühmten Arlberg-Kandahar-Rennen. 1921 entstand unter der Leitung von Hannes Schneider mit der Skischule Arlberg die erste Skischule in der Region. 1937 wurden in St. Anton und in Zürs die ersten Liftanlagen gebaut. Es war der erste Schilift, der von Konrad Doppelmayr und Sepp Bildstein gebaut wurde. Mit den Weltmeisterschaften 2001 in St. Anton kamen der alpine Ski(renn)sport an den Arlberg und damit zu seinen Wurzeln zurück.
Heute bilden die zusammenhängenden Skigebiete auf drei Bergen rund um Lech und Zürs (Ski Arlberg West), der Gampen, Kapall, Galzig und Valluga oberhalb von St. Anton und St. Christoph, die wiederum mit dem Albonagebiet in Stuben auf der anderen Seite der Arlbergpassstraße verbunden ist, sowie das Rendlgebiet südlich von St. Anton (beide Ski Arlberg West) und die Snowworld Warth-Schröcken um die Orte Warth und Schröcken nordwestlich vom Tannberg ein Skiressort mit 88 Liftanlagen, 350 km präparierten Pisten und 200 km Tiefschneeabfahrten. Ski Arlberg West macht Ski Arlberg zu einem der bekanntesten Freeride-Zentren Österreichs bzw. der gesamten Alpen. Durch die vielen Wintersportler ist dem Tourismus am Arlberg eine enorme Bedeutung zugekommen. vom 1. November 2001 bis zum 31. Oktober 2002 wurden erstmals über eine Million Übernachtungen gezählt.
Die Galzigbahn wurde 1937 erstmals erbaut. Nach einem Umbau 1964 hatte sie eine Förderkapazität von 700 Personen pro Stunde. 2006 wurde die Galzigbahn komplett neu errichtet und kann nun bis zu 2.200 Personen pro Stunde befördern.

### Bergsommer
Bis in die 1980er Jahre wurden fast alle Hotels im Sommer geschlossen. Seitdem hat der Sommertourismus in der Region deutlich zugenommen.